# 川崎大次郎
川崎 大次郎（かわさき だいじろう、1906年10月26日 - 2000年9月25日）は、日本の実業家、第百生命保険代表取締役会長・社長。

## 人物・経歴
1906年10月26日、川崎金三郎（2代目川崎八右衛門）の次男として東京で生まれる。祖父は、東京川崎財閥創設者の初代川崎八右衛門。兄は川崎守之助 （日本火災保険社長、千葉工業大学第6代理事長）。
立教大学商学部に入学。1925年に米国へ留学し、1929年、米国ケニオン大学卒業。同年、立教大学商学部を卒業。その後、川崎貯蓄銀行に入行。
1949年、第百生命保険常務、1959年、第百生命保険専務を経て、1965年、第百生命保険社長に就任。1973年、第百生命保険会長に就任した。1970年に藍綬褒章、1976年に勲四等旭日小綬章を受章。
　
1986年、第百生命保険取締役相談役、1987年、第百生命保険相談役。
2000年9月25日、心不全のため死去。